# Флорентьев, Леонид Яковлевич
Леонид Яковлевич Флорентьев (11 [24] декабря 1911, Нижний Новгород, Российская империя — 8 февраля 2003, Москва, Российская Федерация) — советский государственный и партийный деятель, министр сельского хозяйства РСФСР (1965—1983).

## Семья и образование
Родился в семье рабочего. В 1931 году окончил агрономический факультет Горьковского сельскохозяйственного института. Доктор экономических наук, доцент.

## Научно-педагогическая и административная работа
В 1931—1939 гг. — агроном машинно-тракторной станции (МТС), преподаватель сельскохозяйственного техникума, доцент, заведующий кафедрой в Горьковской и Марийской высших сельскохозяйственных коммунистических школах.
Член ВКП(б) с 1939 г. 
- 1939—1943 гг. — заместитель народного комиссара, народный комиссар земледелия Марийской АССР,
- 1943—1944 гг. — секретарь Марийского областного комитета ВКП(б),
- 1944—1946 гг. — начальник Куйбышевского областного земельного отдела, первый заместитель председателя исполнительного комитета Куйбышевского областного Совета,
- 1946—1947 гг. — заместитель председателя исполнительного комитета Ульяновского областного Совета,
- 1947—1948 гг. — председатель Ульяновского областного исполкома. В этот период колхозники области впервые за многие годы досрочно выполнили годовой план хлебозаготовок, план поставок государству картофеля. Началась сборка автомашин на автомобильном заводе имени Сталина (ныне УАЗ). Был организован подвоз школьников из дальних сёл до места учёбы,
- 1948—1949 гг. — заместитель начальника Главного управления полезащитного лесоразведения при Совете Министров СССР,
- 1949—1954 гг. — старший научный сотрудник и руководитель отдела экономики Всесоюзного научно-исследовательского института (ВНИИ) удобрений, агротехники и агропочвоведения,
- 1954—1955 гг. — начальник Алтайского краевого управления сельского хозяйства (был направлен в регион на подъём целинных и залежных земель), первый заместитель председателя исполнительного комитета Алтайского краевого Совета,
- 1955—1956 гг. — второй секретарь Алтайского краевого комитета КПСС,
- 1956—1965 гг. — первый секретарь Костромского областного комитета КПСС (в 1963—1964 гг. — Костромского сельского областного комитета КПСС). На этом посту отказался выполнять указания Никиты Сергеевича Хрущёва о распашке многолетних трав и повсеместном насаждении пропашных культур.

Член ЦК КПСС (1966—1986), кандидат в члены ЦК КПСС (1956—1966). Депутат Верховного Совета СССР 5—10 созывов.

## Министр
В 1965—1983 годах — министр сельского хозяйства РСФСР. Занимался преодолением негативных последствий аграрной политики Хрущёва: они заключались, в частности, в чрезмерном расширении посевов кукурузы, ликвидации приусадебного хозяйства, вырубке садов и виноградников на крестьянских дворах. За период, когда Флорентьев руководил министерством, среднегодовая валовая продукция сельского хозяйства России выросла в 1,9 раза, в том числе производство зерна увеличилось в 1,6 раза, мяса — в 1,9 раза, молока — в 1,8 раза, яиц — в 5 раз, овощей и фруктов — более чем в 2 раза. В колхозах была введена денежная оплата труда. При его активном участии начались широкомасштабные работы по коренному улучшению земель, сельскохозяйственным предприятиям оказывалась большая финансовая помощь.
С 1983 года — персональный пенсионер союзного значения. Похоронен в Москве на Кунцевском кладбище.
Был членом Союза писателей России. Участвовал в деятельности костромского землячества в Москве.

## Награды и звания
Награждён тремя орденами Ленина, орденом Октябрьской Революции, двумя орденами Трудового Красного Знамени, орденами «Знак Почета» и Дружбы народов, медалями «За доблестный труд в Великой Отечественной войне 1941—1945 годов», «За освоение целинных земель» и др. Почётный гражданин Костромской области (1999). 
Медаль преподобного Сергия Радонежского (Русская Православная Церковь) (2001).